# Казанча
Казанча́ (рос. Казанча) — селище у складі Світлинського району Оренбурзької області, Росія.

## Населення
Населення — 170 осіб (2010; 302 у 2002).
Національний склад (станом на 2002 рік):
- казахи — 73 %